# Пъстър аскалаф
Пъстрият аскалаф (Libelloides macaronius) е вид насекомо от семейство Аскалафови (Ascalaphidae).

## Разпространение и местообитание
Видът е разпространен в широколистните гори и храсти на Източна Европа, европейска част на Русия, Крим, Украйна, Централна Азия, Казахстан, както и в южните части на Западен Сибир.

## Описание
Дължината на тялото им достига до 16 – 30 мм, а размаха на крилете до 35 – 55 мм. Главата е голяма и жълта. Очите са черни, добре развити и заемат по-голямата част от главата. Антените имат „бухалка“ в горната си част и са по-дълги от самото тяло. Крилата са предимно жълти, ципести, прозрачни на върха си и с тъмни петна. Тялото е черно и покрито с дълги косми.